# 粉红胸鹨
粉红胸鹨（学名：Anthus roseatus）为鶺鸰科鹨属的鸟类。分布于阿富汗、喜马拉雅山脉南坡、缅甸、印度、越南以及中国大陆的新疆、甘肃、宁夏、青海、西藏、四川、湖北、云南、贵州、陕西、山西、河北、海南等地，主要栖息于山地、林缘、灌木丛、草原、河谷地带以及最高可达海拔4200-4500米的草甸、灌木丛地带。该物种的模式产地在尼泊尔。

## 圖庫

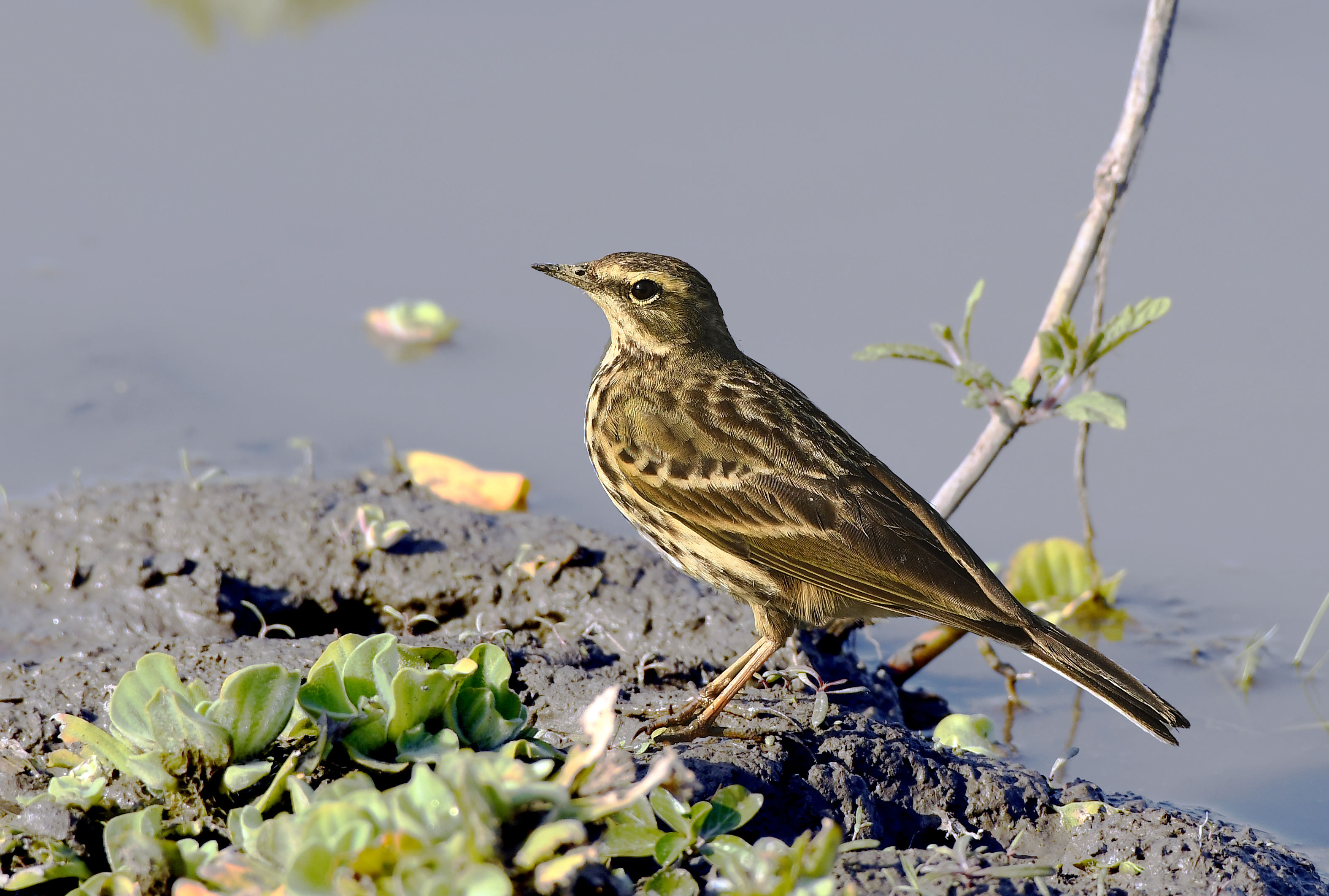
在卡齊蘭加國家公園， 阿薩姆邦, 印度